# Ophiomyia frosti
Ophiomyia frosti är en tvåvingeart som beskrevs av Spencer 1986. Ophiomyia frosti ingår i släktet Ophiomyia och familjen minerarflugor.
Artens utbredningsområde är New York. Inga underarter finns listade i Catalogue of Life.